# Skollenborg
Skollenborg este o localitate din comuna Kongsberg, provincia Buskerud, Norvegia, cu o suprafață de 0,46 km² și o populație de 322 locuitori (2013).